# Westlicher Rofenbergkopf
De Westliche Rofenbergkopf is een 3279 meter hoge bergtop in de Ötztaler Alpen in het Oostenrijkse Tirol, nabij de grens met Italië.
De berg ligt in de Weißkam en is de hoogste van de Rofenbergköpfe. Naar het noordoosten liggen de Südliche Rofenbergkopf (of Mittlere Rofenbergkopf, 3229 meter) en de Mittlere Rofenbergkopf (of Östliche Rofenbergkopf, 3113 meter). De berg ligt een halve kilometer ten noordoosten van de Im Hinteren Eis. Een beklimming naar de top van de berg begint vaak bij de berghut Schutzhaus zur schönen Aussicht (Rifugio Bella Vista, 2842 meter) in Zuid-Tirol.